# خايمي أليند
خايمي أليند (بالإسبانية: Jaime Allende)‏ هو لاعب هوكي الحقل إسباني، ولد في 22 يوليو 1924 في بلباو في إسبانيا، وتوفي في 19 أكتوبر 2003.

## وصلات خارجية
- خايمي أليند على موقع اللجنة الأولمبية الدولية (الإنجليزية)
- خايمي أليند على موقع أوليمبيديا (الإنجليزية)
- خايمي أليند على موقع اللجنة الأولمبية الإسبانية (الإسبانية)